# 拉明鎮區 (密蘇里州庫珀縣)
拉明鎮區（英語：Lamine Township）是位於美國密蘇里州庫珀縣的一個行政鎮區。

## 地方資料
拉明鎮區的面積為105.83平方千米，當中陸地面積為102.31平方千米，而水域面積為3.52平方千米。根據2020年美國人口普查的數據，當地共有人口257人，而人口密度為每平方千米2.43人。